# 티볼리 공원
티볼리 공원(슬로베니아어: Park Tivoli)은 슬로베니아 류블랴나에서 가장 큰 공원이다. 공원 내에는 여러 개의 유명한 건물과 예술 작품이 있으며, 다양한 종류의 조류가 서식하고 있다.

## 주요 랜드마크

### 조각품
연못 북쪽 끝 부근, 티볼리성으로 이어지는 계단 위에는 청동 조각상이 있는데, 조각상의 명칭은 Pastirček ("목동") 또는 Deček s piščalko ("호루라기를 든 소년")이다.